# Tafí del Valle (departamento)
Tafí del Valle é um departamento da Argentina, localizado na província de Tucumã.